# Rudolf Kelterborn
Répertoire
symphonies, ballets, œuvres pour chœur
Rudolf Kelterborn, né le 3 septembre 1931 à Bâle où il est mort le 24 mars 2021, est un compositeur et chef d'orchestre suisse.

## Biographie
Après avoir suivi ses études à Bâle, Zurich (auprès de Willy Burkhard) et Salzbourg, il est nommé maître à l'académie de musique de Bâle en 1955, puis à celle de Detmold en 1960 ; il est ensuite nommé professeur dans différentes écoles de musique, en particulier à Zurich.
Compositeur d'opéras, d'un ballet, de symphonies et d'œuvres pour chœur, il est récompensé en particulier par le prix de composition de l'Association suisse des musiciens ainsi que par le prix artistique de la ville de Bâle en 1984.

## Source
Hansruedi Lerch, « Kelterborn, Rudolf » dans le Dictionnaire historique de la Suisse en ligne, version du 14 août 2007.